# Platymetopius
Platymetopius — род цикадок из отряда Полужесткокрылых. 

## Описание
Цикадки размером 4-5 мм. Стройные, обычно с резкой границей лица и темени, передний край темени от округло слабо выступающего до остроугольно сильно вступающего. Около 20 видов. 
- Platymetopius cebifurcatus Guglielmino, 2002
- Platymetopius chloroticus Puton, 1877
- Platymetopius complicatus Nast, 1972
- Platymetopius curvatus Dlabola, 1974
- Platymetopius dagestanicus Dlabola, 1967
- Platymetopius undatus (De Geer, 1773)
- Другие виды